# 韻書

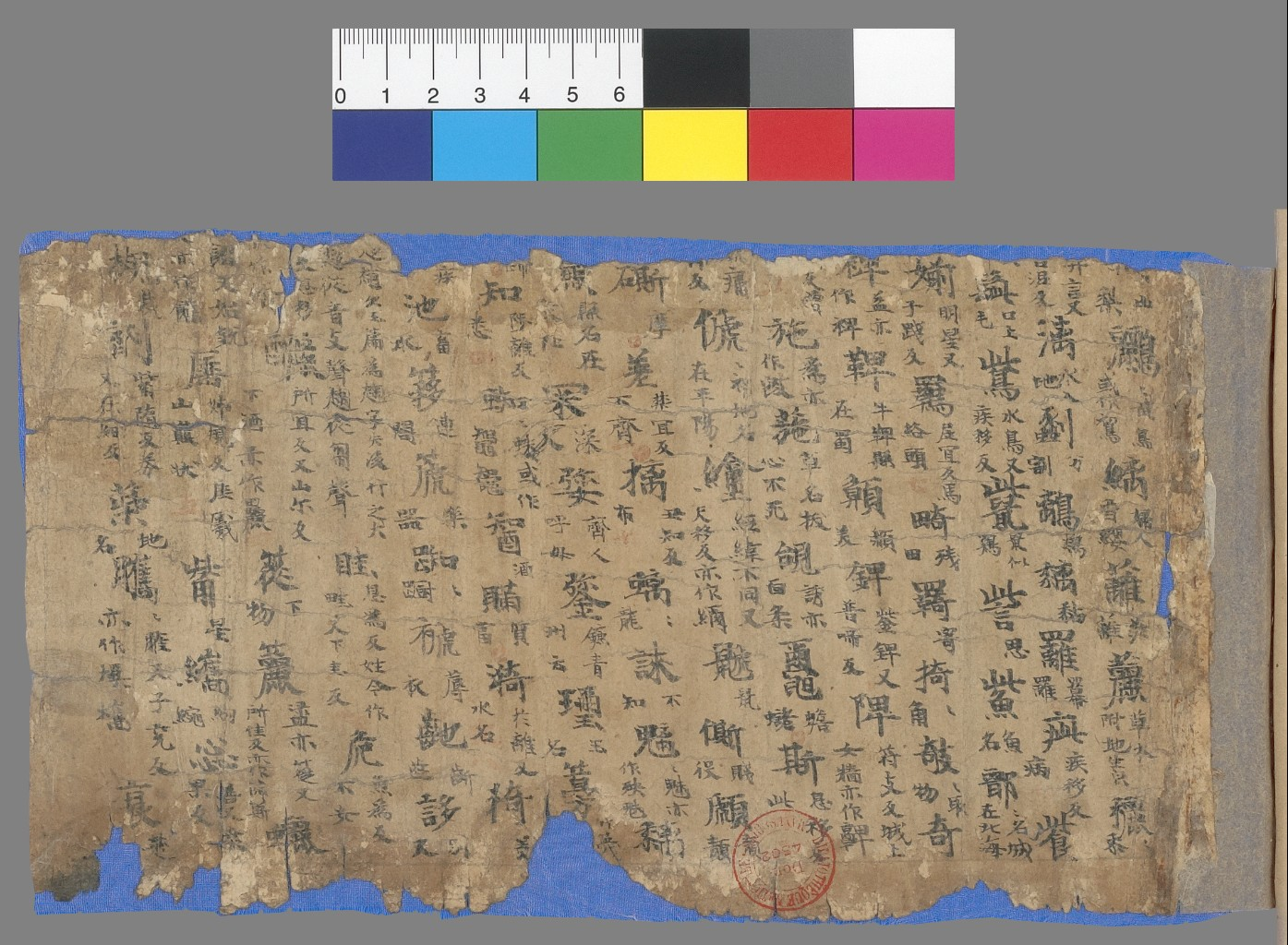
敦煌发现的王仁昫《刊谬补缺切韵》残卷，编号Pelliot chinois 2011，被简称为《王一》，现藏法国国家图书馆

韻書是中国古代按韵编排的字典。記錄了每一個字的意義之餘，還用反切記錄了它的读音。韻書和韻表不同之處，在於韻表依照一個既定的格式，把字按着音、韻、調來排列。
最初，韵书编纂的目的是为文学创作，方便诗人依韵写诗。同時，韵书也具有字典的作用：可以按照字的读音查询其意义。

## 官方韻書历史
中國最早的韻書是三國時期李登編著的《聲類》，今已佚失。唐封演《聞見記》說：「《聲類》十卷，凡一萬一千五百二十字。以五聲命未，不立諸部。」
晉代呂靜編著有《韻集》，《魏書·江式傳》載：「忱弟靜別倣故左校令李登《聲類》之法，作《韻集》五卷，『宮、商、角、徵、羽』各為一篇。」但此書亦已佚亡。修訂《切韻》的顏之推在《顏氏家訓·音辭篇》裏批評呂靜：「『成、仍、宏、登』合成兩韻，『為、奇、益、石』分作四章。」這說明《韻集》跟《切韻》分韻存有分歧。 
官方韻書胎於唐代，孫愐修隋代陸法言之《切韻》，改為《唐韻》。王仁昫之《刊謬補缺切韻》也是《切韻》的一個增修本，较《唐韻》更早。但孫愐曾利用朝廷扩大《唐韻》之影響，故《唐韻》雖為孫愐私著，命名卻帶官方性質，為當時押韻之標準。《唐韻》有206個韻，其中定某些韻可同用，故實僅112個韻。孙愐《唐韵》之后还有一种《广唐韵》。

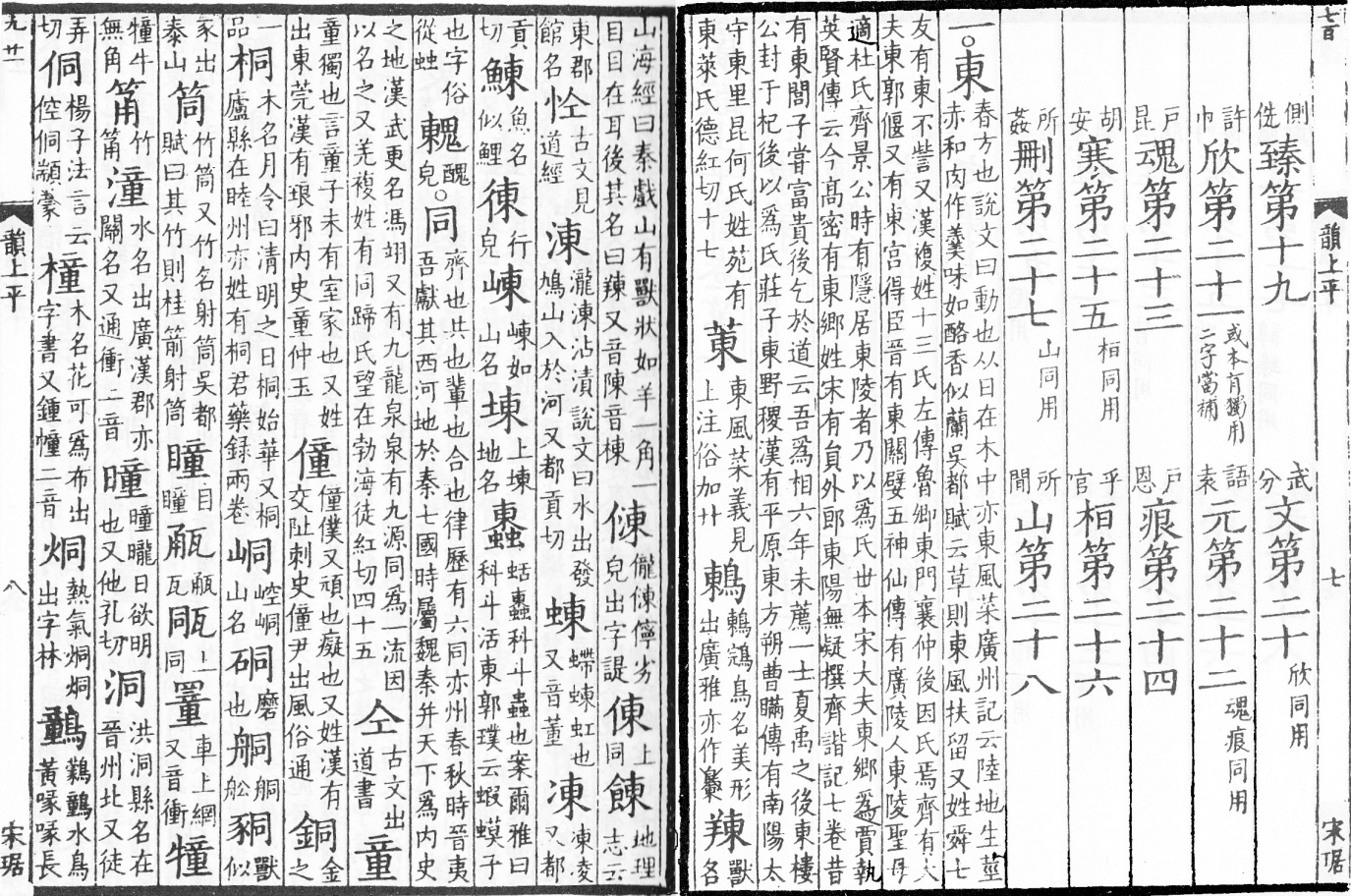
宋《广韵》

宋真宗大中祥符元年（公元1008年）陳彭年等人奉詔，據更早之《切韻》、《唐韻》等韻書修成《大宋重修廣韻》，即《廣韻》。此亦使《廣韻》成为中國古代首部由官方主修之韻書。宋仁宗景祐四年（公元1037年），即《廣韻》頒行後29年，宋祁、鄭戩給仁宗上書，批《廣韻》多用舊文，「繁省失當，有誤科試」。另據王應麟《玉海》記載，賈昌朝亦同时上書批評宋真宗景德年間編之《韻略》為「多無訓釋，疑混聲、重疊字，舉人誤用」。故仁宗令由丁度等人重修此二部韻書。结果景祐四年當年即完成《禮部韻略》，二年後於寶元二年（公元1039年）完成《集韻》。《集韻》為《廣韻》之修訂本，而《禮部韻略》則為《韻略》之修訂本。因《禮部韻略》於收字及字之注釋方面皆为科举應試考虑，較《廣韻》、《集韻》都簡略，故稱作《韻略》。又因其為當時科举考试用之官韻，而官韻從唐代開元以來就由主管考試的禮部頒行，所以叫《禮部韻略》。《廣韻》《集韻》《禮部韻略》又將某幾個韻同用，雖仍有206個韻，但合并可同用之韻後僅剩108個韻。

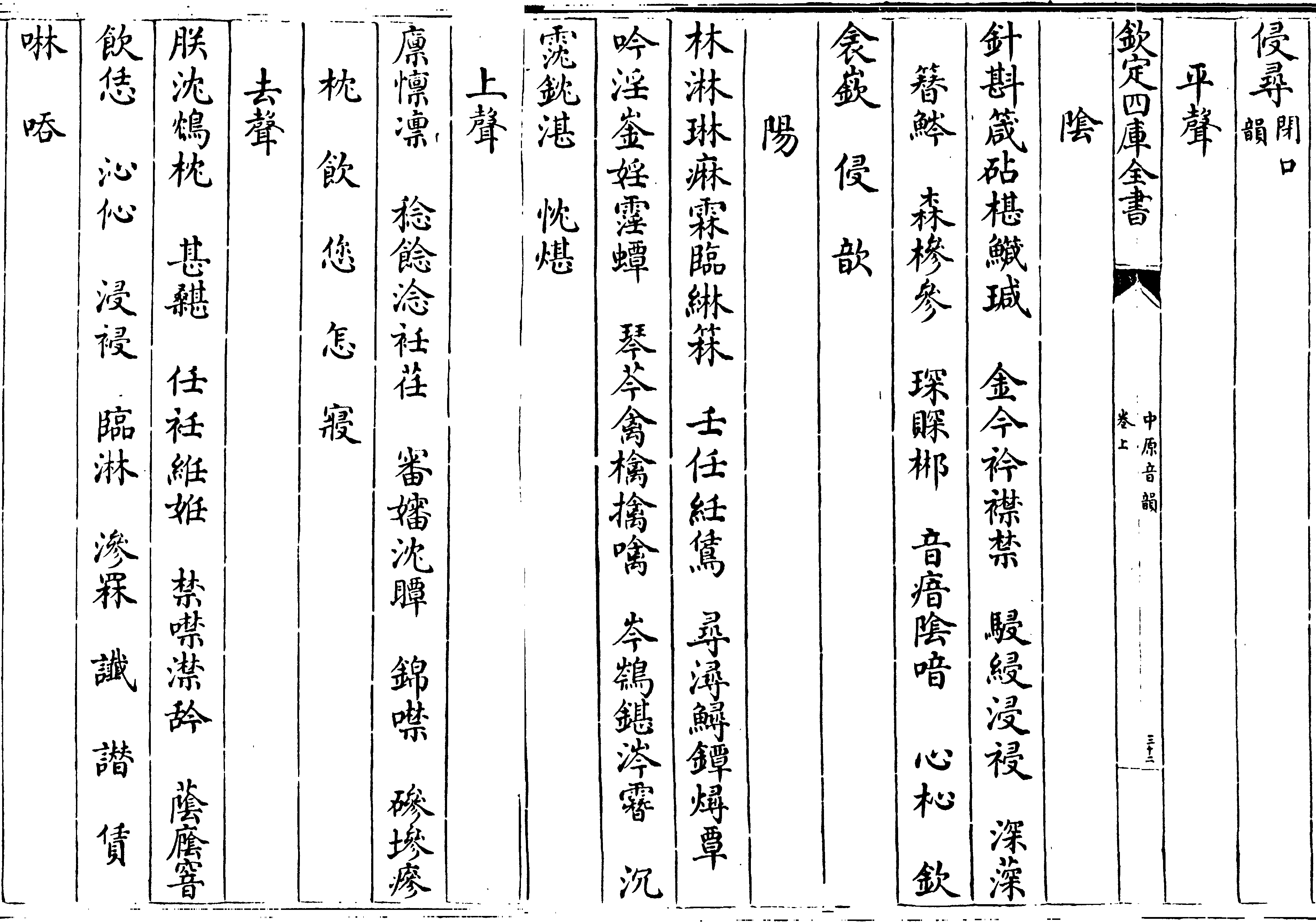
《中原音韵》

金代平水書籍（即山西平水地方管理圖書印刷之官員）王文鬱作《新刊韻略》併舊韻為106個韻，後來劉淵刻書刊行新的壬子新刊《禮部韻略》共107韻（此书已佚，僅能從元初黃公紹、熊忠的《古今韻會舉要》一書瞭解到一些概況）。與宋仁宗景祐四年發佈之206韻之科举考试用官韻《禮部韻略》不同，新的壬子新刊《禮部韻略》和王文鬱的106韻的平水《新刊韻略》是一致的。106韻和107韻之区别只在於上聲「拯」、「迥」二部合併與否。元初陰時夫著《韻府群玉》定名106韻的版本为「平水韻」。明代以後文人則沿用106韻。
《洪武正韻》為明太祖洪武八年（1375年）樂韶鳳、宋濂等11人奉詔編成之明代官方韻書，共16卷。《洪武正韻》在明代多次翻刻，影響很大。《佩文詩韻》則於康熙四十三年（公元1704年）至五十五年（1716年）期间編輯成書，共106韻，為清代科举用之官方韻書，完全取代了《洪武正韻》。
如非格律诗，词依《詞林正韻》押韻，散曲則依《中原音韻》押韻。

## 參看
- 反切
- 三十六字母

## 外部連結
- 韻典網 （页面存档备份，存于）